# 하천재
하천재(夏泉齋)는 대한민국 경상북도 영천시 자양면 성곡리에 있는, 오천 정씨 집안의 묘와 강의공 정세아의 무덤가에 세운 비를 보호하기 위하여 지은 집과 비각이다. 1975년 8월 18일 경상북도의 유형문화재 제73호로 지정되었다.

## 개요
오천 정씨 집안의 묘와 강의공 정세아의 무덤가에 세운 비를 보호하기 위하여 지은 집과 비각이다.
조선 인조 15년(1637)에 진주목사 정호인이 처음 지었다고 한다. 지금의 건물은 후에 다시 지은 것으로 보이며, 영천댐 건설로 인하여 1976년 지금의 위치로 옮겨 지어졌다.
강의공 정세아는 임진왜란(1592) 때 의병대장에 추천되어 많은 공을 세웠다. 그러나 그 공으로서 상을 바라지 않고 관직을 떠나 시골에서 제자를 기르며 학문을 닦은 덕망이 높은 선비였다.
경내에는 하천재, 신도비각 등이 있는데 모두 단순하고 소박하게 지은 건물이다.

## 참고 문헌
- 하천재<부비각> - 국가유산청 국가유산포털